# Kleber Chala
Kleber Chala (ou Cléber Chalá), né le 29 juin 1971 à Ibarra, est un footballeur équatorien au poste de milieu de terrain.

## Biographie

### En club
Il a passé l'essentiel de sa carrière en club au Nacional Quito, à l'exception d'une saison en Angleterre à Southampton. 

### En sélection
En juin 2002, le sélectionneur Hernán Darío Gómez annonce que Kleber Chala est retenu dans la liste des 23 joueurs pour jouer la Coupe du monde 2002 au Japon. Il participe ainsi à la première participation de l'Équateur à une phase finale de coupe du monde.
Il compte 86 sélections et 6 buts en équipe d'Équateur entre 1992 et 2004.